# قاي غارفي
قاي غارفي (بالإنجليزية: Guy Garvey)‏ هو عازف قيثارة ومدير مواهب وملحن ومغني ودي جيه وموسيقي بريطاني، ولد في 6 مارس 1974 في بري ‏ في المملكة المتحدة.

## وصلات خارجية
- قاي غارفي على موقع IMDb (الإنجليزية)
- قاي غارفي على موقع ميوزك برينز (الإنجليزية)
- قاي غارفي على موقع ديسكوغز (الإنجليزية)